# كاستيلوم تينغيتانوم
كاستيلوم تينغيتانوم (باللاتينية: Castellum Tingitanum) كانت مدينة رومانية بربرية في موريطانيا القيصرية. تقع في مدينة الشلف الحالية بالجزائر.